# 제임스 그린
제임스 그린(James Greene, 1926년 12월 1일 ~ 2018년 11월 9일)은 미국의 배우이다.
로렌스에서 태어났으며 로스앤젤레스에서 사망하였다.

## 출연 작품

### 영화
- 로드 투 퍼디션 (2002년)
- 보디가드 (2001, Instinct to Kill)
- 왕자와 거지 (2000년)
- 크리스마스 위시 (1998년)
- 패치 아담스 (1998년) - 빌 역
- 필라델피아 특명 2 (1993년)
- 브리스코 카운티 주니어의 모험 (1993년)
- 탈주자 (1993년)
- 단두대 (1989년)
- 도박사 3 (1987년)
- 부자 연습 (1987년)
- 고스트 스토리 (1981년)
- 버그 (1975년)
- 덕 (1971년)
- 트레벌링 엑시큐셔너 (1970년)

### 텔레비전
- 에이리언 네이션 - TV 시리즈 (1989-90, Alien Nation)